# Georg Spiegelfeld-Schneeburg
Georg Spiegelfeld-Schneeburg (* 1. Juni 1957 in Grieskirchen) ist ein österreichischer Politiker (ÖVP) und Unternehmer. Er war von 2003 bis 2010 Mitglied des Bundesrates.

## Ausbildung
Georg Spiegelfeld-Schneeburg  besuchte zwischen 1963 und 1967 die Volksschule in Grieskirchen und absolvierte im Anschluss das Bundesrealgymnasium in Wels, das er 1977 mit der Matura abschloss. Er leistete in der Folge zwischen 1977 und 1978 seinen Präsenzdienst ab und  begann 1978 ein Studium der Rechtswissenschaften. 1984 promovierte Spiegelfeld-Schneeburg zum Dr. iur.

## Beruf
Spiegelfeld-Schneeburg ist seit 1980 als Land- und Forstwirt auf Schloss Schlüßlberg tätig und arbeitete von 1984 bis 1986 in der Steuerberatungskanzlei Friedl in Grieskirchen. Seit 1986 ist er als Bauträger aktiv und saniert und vermarktet vor allem historische Anwesen, bislang über 60 Objekte. Er ist auch Präsident der Gesellschaft für Landeskunde und Denkmalpflege Oberösterreich.
Er erwarb 1988 Schloss Tillysburg, sanierte es und führte es neuen Nutzungen zu. Zeitweilig war auch das Schloss Aurolzmünster im Besitz der Spiegelfeld-Schneeburg’schen Vermögensverwaltung, der Georg Spiegelfeld-Schneeburg vorsteht. In dieser Zeit hat sich Spiegelfeld-Schneeburg um die Sanierung des baufälligen Schlosses bemüht. Das Marktgemeindeamt von Aurolzmünster konnte auf seine Initiative hin in einem Nebengebäude untergebracht werden.
1985 erwarb Georg Spiegelfeld-Schneeburg das Schloss Parz und das benachbarte Wasserschloss Parz. Ersteres wurde nach Sanierung und Abhaltung der Landesausstellung 2010 an die Messerschmidt-Stiftung verkauft. 2000 erwarb die Gesellschaft auch Schloss Ennsegg.
Die Gesellschaft ist zudem im Besitz des Mozarthauses in Linz, in dem Wolfgang Amadeus Mozart 1783 die C-Dur-Symphonie Nr. 36, KV 425 („Linzer Symphonie“) komponierte. Sie nahm sich auch der Brauerei des Stifts Lambach an, sanierte Bürgerhäuser in Grieskirchen, Neumarkt im Mühlkreis, St. Florian und Wien und beteiligte sich an der Sanierung von Schloss Tollet und Schloss Riedegg. Spiegelfeld-Schneeburg setzte sich für die Rettung der Kapelle des abgerissenen Schlosses Mitterberg ein sowie 1994 für den Rückkauf der Renaissance-Deckenbilder von Schloss Würting.
2015 erwarb Spiegelfeld-Schneeburg gemeinsam mit dem Holzbauunternehmer Oskar Praßl das Schloss Losensteinleithen in Wolfern. Das Schloss wurde in den letzten Jahrzehnten als Exerzitien- und Bildungshaus bzw. als Wohn- und Pflegeheim St. Kamillus geführt. Die neuen Eigentümer wollten die humanitäre Nutzung des Hauses weiterführen und
mit dem Verein SOS-Menschenrechte ein Bildungs- und Wohnzentrum für unbegleitete jugendliche Flüchtlinge installieren. Das Projekt scheiterte jedoch vor allem am Widerstand des Wolfener Bürgermeisters, weshalb das Schloss ungenutzt ist und wieder zum Verkauf steht.

## Politik
Spiegelfeld-Schneeburg  ist seit 1988 als Gemeindeparteiobmann der ÖVP Schlüßlberg aktiv und zudem seit 1999 Bezirksgruppenobmann des Österreichischen Wirtschaftsbundes Grieskirchen. Seit 2000 hat er zudem die Funktion des Bezirksstellenobmanns Grieskirchen der Wirtschaftskammer Oberösterreich inne. Spiegelfeld-Schneeburg vertrat die ÖVP vom 23. Oktober 2003 bis zum 31. Mai 2010 im Bundesrat. 

## Auszeichnungen
- 2016: Silbernes Ehrenzeichen des Landes Oberösterreich[9]